# Nicholas Verrall
Nicholas Verrall (n. 1954) es un pintor inglés.
Estudió en la Northampton School of Art y desde 1970 se dedica en exclusiva a la pintura. Es miembro de la Royal Society of British Artists y vive actualmente en Londres.
Sus obras han sido empleadas en tiendas, carteles y cubiertas, y Nick Verrall las recopiló en su álbum “Colours and Light in Oil”. En 2005 las expuso en Catto Gallery, Londres.